# Giuseppe Calegari
Giuseppe Calegari   (Pàdua, 1750 - Pàdua, 1812) ser un violoncel·lista i compositor italià germà d'Antonio Calegari.
Va passar la major part de la seva vida a Pàdua, ciutat en la qual va estudiar música com pupil d'Antonio Vandini. En 1778 va ser nomenat violoncel·lista principal de l'orquestra de la Basílica de Sant Antoni a Pàdua. Va compondre nombroses obres, de les que es conserven 6 òperes i 6 cantates.

## Obres profanes
- Obras
- L'isola disabitata (L'illa deshabitada), òpera amb llibret de Pietro Metastasio, 1770, Pàdua)
- Ezzelino, cantata, 1776, Pàdua.
- Il convitato di pietra, libreto de Pietro Pariati. 1777, Venecia.
- La Zenobia in Palmira, opera con libreto de Pietro Metastasio, 1779, Mòdena.
- Artemisia, òpera amb llibret de Giovanni Ambrogio Migliavacca, 1782, Venècia.
- Il natal d'Apollo, òpera amb llibret de Saverio Mattei, 1783, Pàdua.
- Voti d'Euganea all'eternità cantata coral amb lletra de F. Pimbiolo, 1787, Pàdua.

## Obres sacres
- La morte d'Abel (oratori, llibret de Pietro Metastasio, Florència)
- Kyrie para 4 veus i orgue.
- Kyrie para 3 veus i orgue.
- Gloria per 3 veus i orgue.
- Credo para 3 veus.
- Requiem para 4 veus.
- Dominus regit me para 3 veus.
- Si quaeris miracula para 3 veus i baix continu.